# 福井和美
福井 和美（ふくい かずみ、1969年8月27日 - ）は、四国放送の女性アナウンサー(アナウンス部長)。埼玉県北本市出身。

## 来歴・人物
- 高校3年間は熊谷市内に在住[3]。
- 大阪芸術大学放送学科卒業[2]。
- 1992年4月1日、四国放送に入社。
- 血液型はA型。
- 趣味は読書、水泳、スキー[2]。
- 好きな食べ物はうな丼[2]。
- 好きな言葉は「チャレンジ精神いつまでも」[2]
- 2児(女の子)の母[4]。
- となりのラジオ (火) オープニングは外から挨拶。夏場はサンバイザーを着用。

## 出演

### テレビ番組

#### 現在
- ZIP!徳島ローカルパート枠（不定期）
- 徳島新聞ニュース (不定期)
- マイシティ徳島

#### 過去
- 530フォーカス徳島（2000年4月～2002年7月）
- フォーカス徳島（1994年4月～1999年1月）
- 徳島マネー情報
- くらしのインフォメーション
- 撮りたい放題 JRTビデオ広場

### ラジオ番組

#### 現在
- Radioであわんで！～つなぐ徳島～
- ふるさとラジオ小説
- 心の心療アラカルテ
- JRTラジオ夕刊（不定期）
- 徳島新聞ニュース（不定期）
- 徳島三菱ドライブミュージック（不定期）

#### 過去
- COMEON!電リク!ミュージックパーティー (元気らんまんラジオ学園)
- 山下勇 風に吹かれて
- えんやこらワイド
- 四国クローバーネット おやつドキッ!
- 日の出ミュージックグラフ（2003年9月 - 2022年3月）
- 森本真司のうちんくラジオ（2022年4月 - 2025年3月）
- となりのラジオ（2010年4月7日 -2025年3月24日）[5]